# Escrime aux Jeux paralympiques d'été de 1960
Navigation
Tokyo 1964
Les épreuves d'escrime aux Jeux paralympiques d'été de 1960 se déroulent dans la ville de Rome. Il s'agit de la 1re apparition de l'escrime aux Jeux paralympiques.
Trois finales figurent au programme de cette compétition (deux masculine et une féminine)

## Médaillés

### Hommes
| Épreuves          | Or                                      | Argent                                  | Bronze                                 |
| Sabre individuel  | Aurelio Tedone (ITA)                    | Franco Rossi (ITA)                      | Giovanni Ferraris (ITA)                |
| Sabre par équipes | Italie Giovanni Ferraris Aurelio Tedone | Italie Ottavio Moscone Aroldo Ruschioni | Italie Giovanni Berghetta Franco Rossi |

### Femmes
| Épreuves           | Or                    | Argent             | Bronze                      |
| Fleuret individuel | Anna Maria Toso (ITA) | Maria Scutti (ITA) | Anna Maria Galimberti (ITA) |

### Tableau des médailles
| Rang  | Nation | Or | Argent | Bronze | Total |
| ----- | ------ | -- | ------ | ------ | ----- |
| 1     | Italie | 3  | 3      | 3      | 9     |
| Total | Total  | 3  | 3      | 3      | 9     |